# Kordes & Kordes Film
Kordes & Kordes Film GmbH ist eine deutsche Filmproduktionsgesellschaft. Geleitet wird sie von Alexandra Kordes und Meike Kordes.

## Hintergrund
Der erste Kinospielfilm Vier Minuten gewann 2007 achtfach beim Deutschen Filmpreis  die Auszeichnung als bester Spielfilm. Vier Jahre später erhielt das historische Erfolgsdrama Poll einen Bambi sowie vier Deutsche Filmpreise. Ende 2021 kam der erste Teil von Margit Auers verkauftem Kinderbuch Die Schule der magischen Tiere in die Kinos. 2022 und 2024 wurden weitere Teile der Serie produziert.
Die Filmproduktionsfirma koproduzierte bereits mit Partnern in Österreich, Estland, Frankreich, Polen und der Schweiz.
Alexandra und Meike Kordes sind Mitglieder der Deutschen und der Europäischen Filmakademie. Außerdem sind sie sowie die Produktionsfirma seit 2008 Mitglieder der Allianz Deutscher Produzenten – Film & Fernsehen.

## Produktionen
- 2003: Sei nicht Blök (Animations-Socialspot)
- 2006: Auf jüdischem Parkett (Dokumentarfilm)
- 2006: Sieh zu, dass du Land gewinnst
- 2006: Vier Minuten
- 2010: Poll
- 2011: Festung
- 2012: Ein Jahr nach morgen (Fernsehfilm)
- 2012: Rosakinder (Dokumentarfilm)
- 2013: Ich fühl mich Disco
- 2014: Polina Semionova: Primaballerina zwischen New York und Berlin (Dokumentarfilm)
- 2014: Agnieszka
- 2015: Tag der Wahrheit (Fernsehfilm)
- 2016: Jonathan
- 2018: Petting statt Pershing
- 2021: Die Schule der magischen Tiere
- 2022: Die Schule der magischen Tiere 2
- 2024: Die Schule der magischen Tiere 3